# Mémorable
Mémorable ist ein französischer animierter Kurzfilm von Bruno Collet aus dem Jahr 2019.

## Handlung
Maler Louis und seine Frau Michelle sitzen am Essenstisch, als Michelle eine Veränderung an ihrem Mann auffällt: Er findet auf dem Tisch den Pfefferstreuer nicht, weiß nicht mehr, dass seine Schwiegermutter verstorben ist und will später eine Banane mit ihrer Schale essen.  Louis wiederum sieht, wie sein Handy zerfließt, und wähnt sich im Jahr 1965. Weil er vergisst, die Fische zu füttern, sterben sie. Einige Zeit später erkennt Louis sein eigenes Spiegelbild im Badezimmerspiegel nicht mehr. Die vermeintliche Pistole, die er sich an die Schläfe drückt, ist in Wirklichkeit der Föhn. Beim Essen mit der gesamten Familie erscheinen Louis die Gesichter verformt und die Körper unvollständig, was er hinnimmt. Später glaubt er, Michelle sei die Putzfrau. Er beginnt mit ihr zu flirten, zeichnet sie mit seinen eigenen Fingern und tanzt schließlich mit ihr, als sie für ihn nur noch aus wenigen groben Pinselstrichen besteht. Während des Tanzes löst sie sich für ihn in viele kleine Punkte auf, die entschweben. Ihr Lachen bleibt noch eine Weile im Raum, bis Stille einzieht.

## Produktion
Mémorable ist Bruno Collets sechster Kurzanimationsfilm und der erste, in dem er sich mit der Alzheimer-Krankheit auseinandersetzt. Die Idee kam ihm durch Zeichnungen von William Utermohlen, der im Verlauf seiner Alzheimer-Erkrankung immer wieder Selbstporträts von sich anfertigte, und die Beschäftigung mit Peter Falk, der an Alzheimer erkrankt noch lange Zeit zeichnete. Der Film enthält künstlerische Hommagen an Vincent van Gogh und Alberto Giacometti (L’homme au doigt, 1947). Der Film ist überwiegend in Stop-Motion umgesetzt, wobei die Oberfläche der Puppen aus Latexschaum bestand. Einzelne Szenen wurden am Computer in 3D animiert.
Die Arbeit am Film nahm rund ein Jahr in Anspruch, wobei Set- und Puppenbau, die Aufnahmen und die Postproduktion ungefähr gleich lang dauerten. Die Produktionskosten beliefen sich auf rund 230.000 Euro. Die Filmmusik stammt von Nicolas Martin, der sie mit seinem Miniature Ensemble Orchestra einspielte. Das im Film gesungene Lied Waiting for your Love stammt ebenfalls von Nicolas Martin; gesungen wird es von Clarence Finck.
Mémorable erlebte am 11. Juni 2019 auf dem Festival d’Animation Annecy seine Premiere und lief anschließend unter anderem auf dem Festival du Court-Métrage de Clermont-Ferrand und dem Ottawa International Animation Festival im Wettbewerb. Die deutsche Erstaufführung erfolgte im Oktober 2019 auf dem 21. Internationalen Trickfilmfestival Wiesbaden.

## Auszeichnungen
Auf dem Festival d’Animation Annecy gewann Mémorable 2019 den Cristal d’Annecy, den Publikumspreis und den Preis der Kinderjury. Der Film wurde 2020 für einen Oscar in der Kategorie Bester animierter Kurzfilm nominiert.